# Globicephala
Globicephala Lesson, 1828 è un genere di cetacei comprendente due specie esistenti: il globicefalo comune (G. melas) e il globicefalo di Gray (G. macrorhynchus). Le due specie non sono facilmente distinguibili in natura e il modo migliore per distinguerle è analizzarne il cranio. Il genere è presente nelle acque di quasi tutto il mondo: il globicefalo comune vive nelle acque più fredde, il globicefalo di Gray in quelle tropicali e subtropicali. Dopo l'orca, i globicefali sono i Delfinidi più grandi.
I globicefali si nutrono principalmente di calamari, ma catturano anche grossi pesci demersali come merluzzi e rombi chiodati. Sono altamente sociali e possono rimanere nel loro gruppo di origine per tutta la vita. Il globicefalo di Gray è una delle poche specie di mammiferi in cui le femmine entrano in menopausa e, una volta terminata l'età riproduttiva, continuano a svolgere un ruolo predominante all'interno del gruppo. I globicefali sono famosi per i loro spiaggiamenti di massa, dalla causa tuttora sconosciuta; i biologi marini, tuttavia, hanno scoperto che l'orecchio interno dei mammiferi marini (che consente l'ecolocalizzazione, loro principale strumento per orientarsi) viene danneggiato dall'inquinamento acustico sottomarino, ad esempio quello provocato da navi mercantili o esercitazioni militari. Lo stato di conservazione di entrambe le specie viene valutato a «rischio minimo».

## Etimologia
Globicephala deriva dal latino globus («sfera») e dal greco kephalé («testa»), quindi significa letteralmente «dalla testa sferica» o «globosa». In passato i globicefali venivano chiamati «delfini pilota», in riferimento alla caratteristica gregarità di questi cetacei, i cui branchi sembrano seguire, in strettissimo contatto, un esemplare più anziano (il cosiddetto «pilota»).

## Tassonomia ed evoluzione

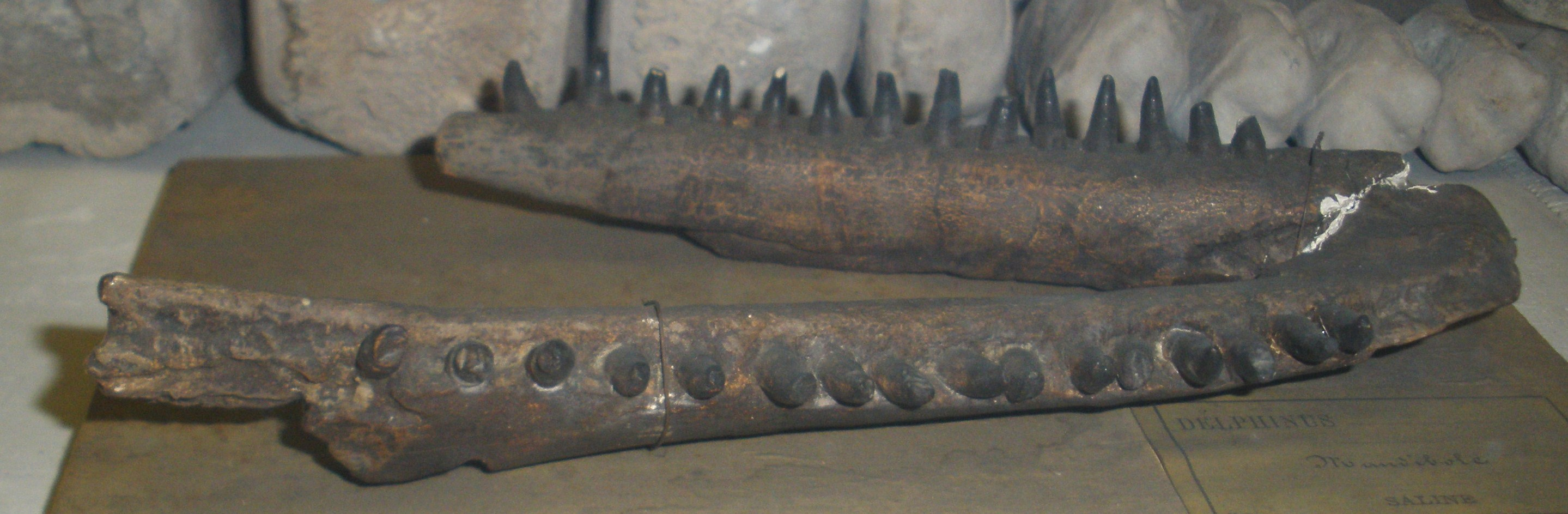
La mandibola dell'estinto Globicephala etruriae.

Esistono due specie di globicefalo: il globicefalo comune (Globicephala melas) e il globicefalo di Gray (G. macrorhynchus). Quest'ultimo venne descritto nel 1846, solamente a partire dallo scheletro, da John Edward Gray, che credette, sbagliando, fosse dotato di un grosso rostro. Il globicefalo comune, invece, era già stato descritto da Thomas Stewart Traill nel 1809 come Delphinus melas, ma il suo nome scientifico venne successivamente modificato in Globicephala melaena. Dal 1986, tuttavia, l'appellativo specifico è tornato nuovamente alla forma originaria melas. In passato sono state descritte anche altre specie, ma oggi vengono riconosciute come valide solo queste due.
Al largo della costa orientale del Giappone sono state descritte due varietà geografiche di globicefalo di Gray, isolate geneticamente: una più grande, ribattezzata tappanaga, e una più piccola, chiamata magondou. Il tappanaga vive lungo le coste del Giappone settentrionale e presenta caratteristiche simili a quelle delle popolazioni presenti lungo l'isola di Vancouver e le coste settentrionali degli Stati Uniti; è probabile che esso si sia evoluto a partire dal più piccolo magondou, diffuso più a sud, quando, a seguito della scomparsa del globicefalo comune dal Pacifico settentrionale durante il XII secolo, la nicchia ecologica occupata da quest'ultimo si trovò vacante: i magondou allargarono allora il loro areale, adattandosi a colonizzare le acque più fredde, fino a dare vita a una popolazione geneticamente distinta.
I resti fossili di una specie fossile affine, Globicephala baereckeii, sono stati rinvenuti in depositi del Pleistocene della Florida. Un'altra specie di Globicephala, battezzata G. etruriae, è stata scoperta negli strati del Pliocene della Toscana.

## Descrizione

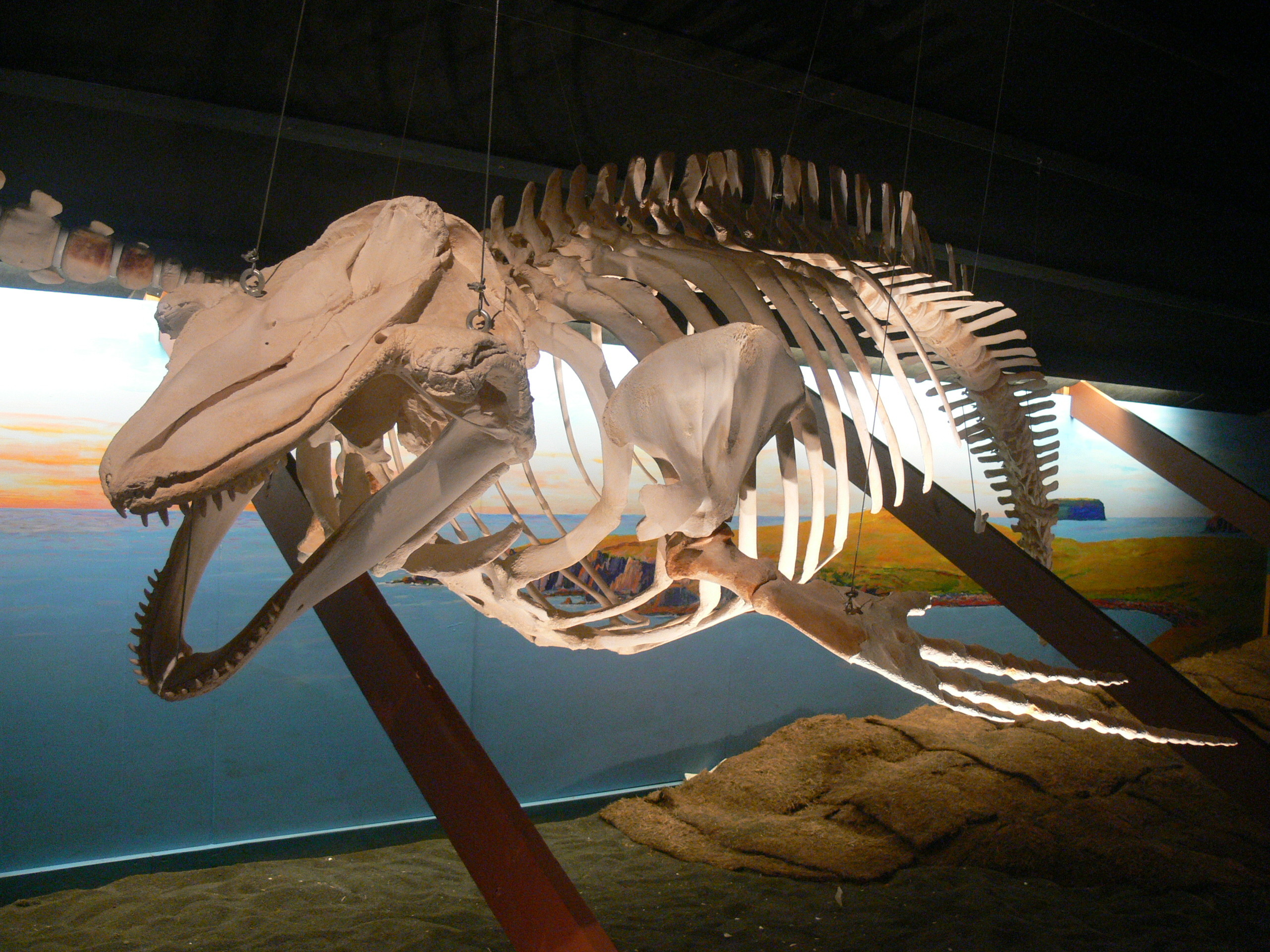
Scheletro di globicefalo.

I globicefali sono per lo più di colore grigio scuro, marrone o nero, ma presentano anche alcune aree chiare, come una sorta di macchia grigia a forma di sella dietro la pinna dorsale. Altre aree chiare sono una macchia a forma di ancora sotto il mento, un segno indistinto dietro l'occhio, una grossa macchia sulla pancia e un'altra in corrispondenza dei genitali. La pinna dorsale è situata in avanti sul dorso e si allunga all'indietro. I globicefali hanno una struttura più robusta della maggior parte degli altri delfini e possiedono un caratteristico melone grosso e bulboso. Le lunghe pinne pettorali a forma di falce e il peduncolo caudale sono fortemente compressi di lato. I maschi di globicefalo comune sviluppano un melone più rotondo di quello delle femmine, ma questa differenza non sembra valere per i globicefali di Gray che vivono al largo della costa pacifica del Giappone.

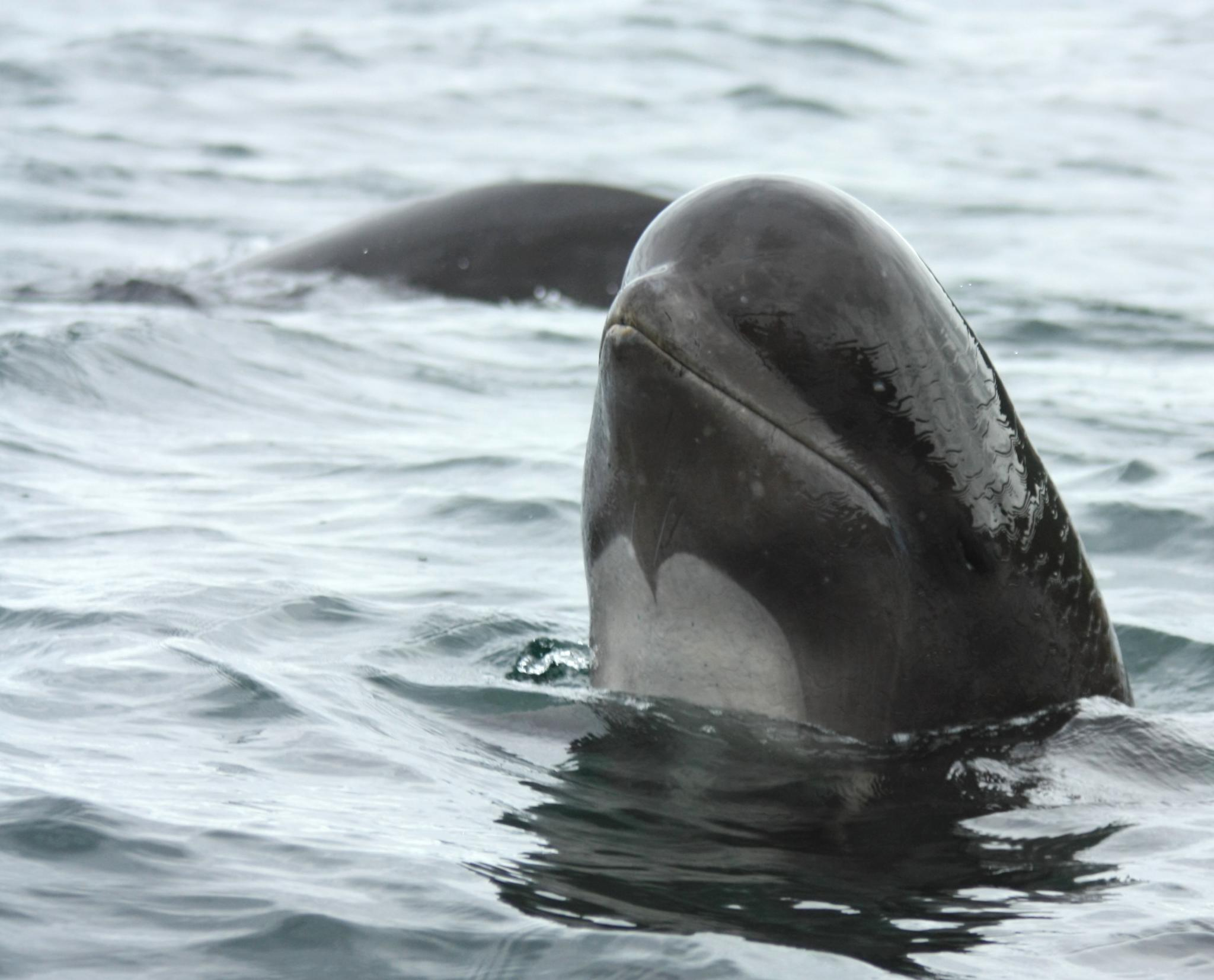
Spyhopping di un globicefalo.

Il globicefalo comune e quello di Gray sono così simili che è molto difficile distinguerli tra loro. Originariamente venivano distinti in base alla lunghezza delle pinne pettorali rispetto alla lunghezza totale del corpo e al numero dei denti. Si pensava che il globicefalo comune avesse 9-12 denti per emimascella e pinne pettorali pari a un quinto della lunghezza totale del corpo, rispetto ai 7-9 denti per emimascella e alle pinne pari a un sesto della lunghezza totale del corpo del globicefalo di Gray. Tuttavia, gli studi sui globicefali dell'Atlantico hanno mostrato molte sovrapposizioni riguardo a queste caratteristiche tra le specie, portando gli studiosi a considerarle variazioni clinali piuttosto che caratteristiche distintive. Pertanto, da allora i biologi fanno affidamento solo alle differenze del cranio per distinguere le due specie.
Le dimensioni e il peso dipendono dalla specie, con i globicefali comuni generalmente più lunghi ma meno pesanti di quelli di Gray. L'aspettativa di vita è di circa 45 anni nei maschi e di 60 nelle femmine per entrambe le specie. L'aspetto è identico per entrambi i sessi e il dimorfismo sessuale riguarda solamente le dimensioni. I globicefali comuni adulti raggiungono una lunghezza di 4-7,6 metri, con i maschi lunghi circa un metro più delle femmine. Il loro peso massimo raggiunge i 2500 chilogrammi nelle femmine e i 3000 chilogrammi nei maschi. Nei globicefali di Gray, le femmine adulte misurano circa 5,5 metri di lunghezza e i maschi circa 6,8 metri, con record di 7,2, e il peso può raggiungere i 4000 chilogrammi.

## Distribuzione e habitat

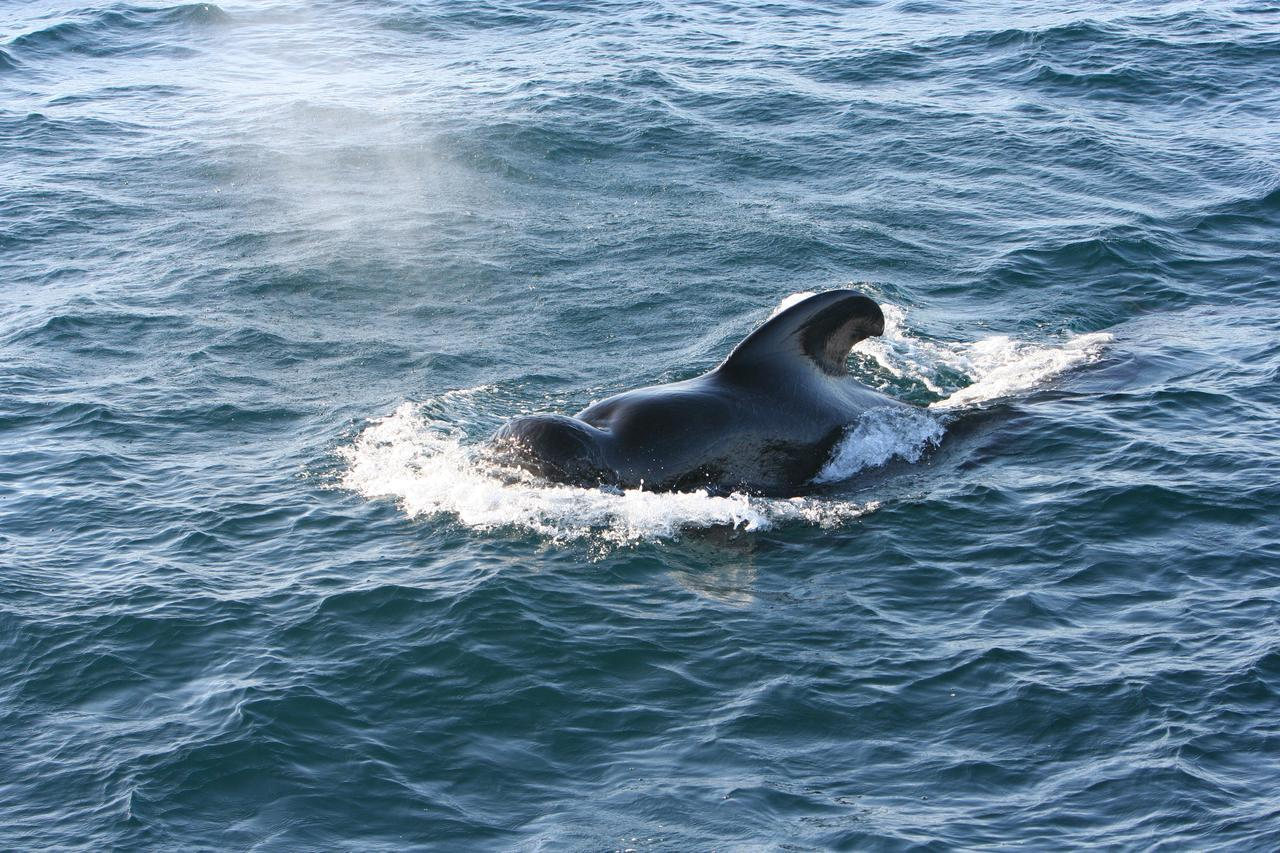
Globicefalo nel golfo di California.

I globicefali si possono incontrare negli oceani di quasi tutto il mondo, ma i dati riguardanti la consistenza attuale delle popolazioni sono spesso carenti. Il globicefalo comune preferisce acque leggermente più fredde rispetto a quello di Gray ed è suddiviso in due popolazioni disgiunte. La popolazione meno numerosa è presente in una fascia circumpolare dell'Oceano Australe compresa grosso modo tra 20 e 65° di latitudine sud, dove è osservabile al largo delle coste di Cile, Argentina, Sudafrica, Australia e Nuova Zelanda. Nel 2006 venne stimato che questa popolazione comprendesse più di 200000 individui. La seconda popolazione, molto più consistente, abita l'Oceano Atlantico settentrionale, in una fascia che va dalla Carolina del Sud fino alle Azzorre e al Marocco a sud, e da Terranova a Groenlandia, Islanda e Norvegia settentrionale a nord. L'entità di questa popolazione venne stimata nel 1989 a 778000 individui. La specie è presente anche nella metà occidentale del Mar Mediterraneo.
Il globicefalo di Gray è meno numeroso. Vive nelle acque temperate e tropicali degli oceani Indiano, Atlantico e Pacifico e il suo areale si sovrappone leggermente a quello del globicefalo comune nelle acque temperate dell'Atlantico settentrionale e degli oceani meridionali. Nell'Oceano Pacifico tropicale orientale ne vivono circa 150000 esemplari, mentre si stima che nel Pacifico occidentale, al largo delle coste del Giappone, ve ne siano più di 30000. I globicefali sono generalmente nomadi, ma alcune popolazioni rimangono tutto l'anno in determinate località, come le Hawaii e certe zone della California. Preferiscono le acque della piattaforma e del margine continentale. Secondo la National Oceanic and Atmospheric Administration, un tempo i globicefali di Gray venivano avvistati di frequente al largo della California meridionale, ma scomparvero dall'area dopo un evento di El Niño particolarmente catastrofico all'inizio degli anni '80. Tuttavia, nell'ottobre del 2014, gli equipaggi e i passeggeri di diverse imbarcazioni ne osservarono un gruppo di 50-200 esemplari al largo di Dana Point.

## Biologia

### Ecologia

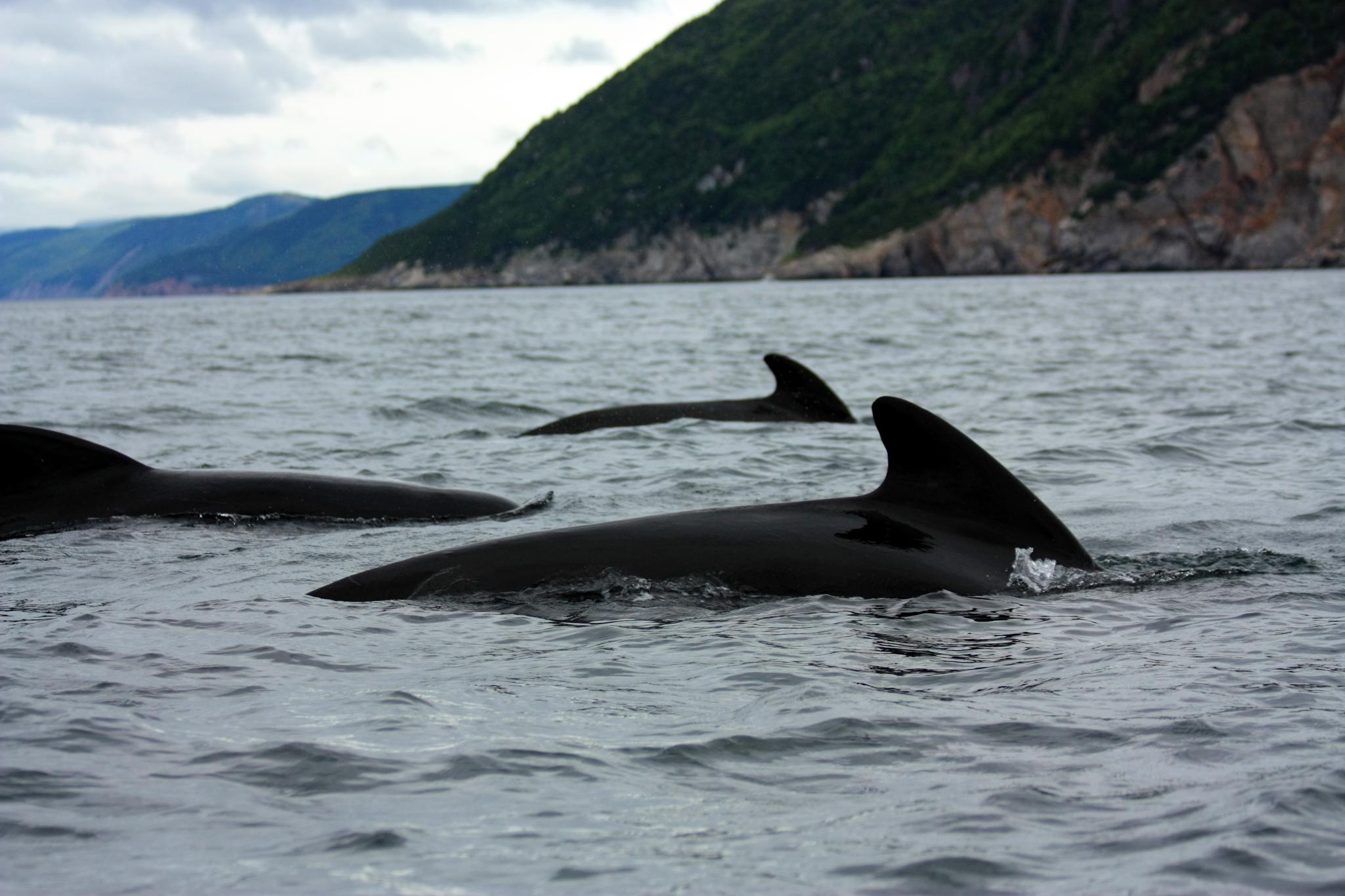
Globicefali nei pressi dell'isola del Capo Bretone.

Fatta eccezione per l'uomo e le orche, i globicefali non sembrano avere predatori naturali. Entrambe le specie si nutrono principalmente di calamari e intraprendono spostamenti stagionali allontanandosi e avvicinandosi alla costa in risposta alla dispersione delle loro prede. Tra le specie di pesci che vengono predate nell'Atlantico nord-occidentale figurano il merluzzo comune, l'halibut della Groenlandia, lo sgombro, l'aringa dell'Atlantico, il nasello e lo spinarolo. Nelle acque delle Fær Øer, i globicefali mangiano soprattutto calamari, ma non disdegnano anche specie ittiche come l'argentina maggiore e il potassolo. Tuttavia, sembra che i globicefali delle Fær Øer non catturino merluzzi, aringhe o sgombri, neanche quando sono abbondanti.
I globicefali generalmente effettuano diversi respiri prima di immergersi per alcuni minuti, ma quando sono in cerca di cibo possono restare immersi più di dieci minuti. Sono in grado di immergersi fino a una profondità di 600 metri, ma la maggior parte delle immersioni avviene a una profondità di 30-60 metri. Le immersioni più superficiali tendono ad avere luogo durante il giorno, mentre quelle più profonde avvengono di notte. Quando si immergono in profondità, i globicefali effettuano spesso dei rapidi sprint per catturare prede veloci come i calamari. Rispetto ai capodogli e agli zifidi, i globicefali di Gray in cerca di cibo si dimostrano più energici quando si spingono a profondità simili: una volta raggiunta la profondità desiderata, infatti, effettuano degli scatti, forse per catturare la preda, e poi emettono qualche ronzio. Questo è insolito, in quanto ci si aspetterebbe che degli animali che stanno trattenendo il respiro a grandi profondità nuotino lentamente per risparmiare ossigeno. L'elevato metabolismo, tuttavia, gli consente probabilmente di effettuare questi sprint anche in profondità, a scapito però della durata delle immersioni, più brevi rispetto a quelle di altri mammiferi marini. È possibile che lo stesso valga anche per il globicefalo comune.
I globicefali sono spesso infestati da pidocchi delle balene, cestodi e nematodi e possono ospitare anche vari agenti patogeni, sia batteri come Streptococcus, Pseudomonas, Escherichia e Staphylococcus, che virus come quello dell'influenza. L'analisi su un campione di esemplari provenienti da Terranova ha scoperto che la malattia più comune era un'infezione del tratto respiratorio superiore.

### Struttura sociale

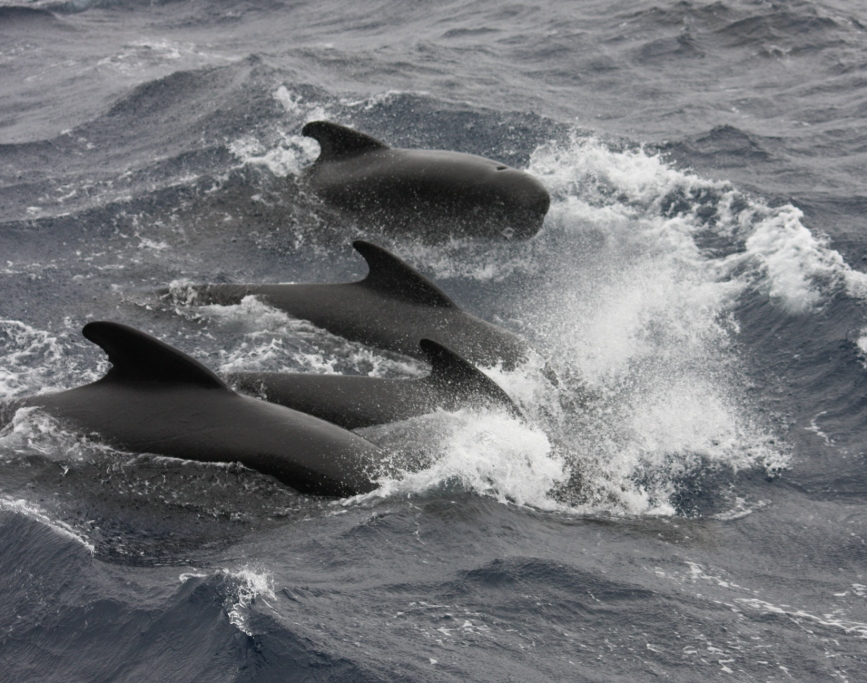
Gruppo di globicefali in Irlanda.

I globicefali di entrambe le specie vivono in gruppi di 10-30 esemplari, ma alcuni di questi possono contarne anche 100 o più. I dati suggeriscono che la struttura sociale dei gruppi di globicefali è simile a quella delle orche «residenti». I gruppi (chiamati anche pod, proprio come quelli delle orche) sono particolarmente stabili e i loro membri sono legati da strette relazioni matrilineari. I membri di un pod appartengono a diverse classi di età e sesso, sebbene le femmine adulte tendano a superare in numero i maschi adulti. Sono stati osservati anche comportamenti altruistici, ad esempio offerte di cibo, nei confronti dei parenti. Talvolta più pod possono aggregarsi temporaneamente, forse per consentire a individui di gruppi diversi di interagire e accoppiarsi, nonché per godere di una maggiore protezione.
Entrambe le specie sembrano essere poliginiche. I dati suggeriscono che sia i maschi che le femmine rimangono nel gruppo di origine per tutta la vita, ma nonostante questo sembra che all'interno dei pod non si verifichino casi di endogamia. Durante le aggregazioni, i maschi lasciano temporaneamente il loro pod per accoppiarsi con le femmine di altri gruppi. Tra i maschi in età riproduttiva non sembrano esistere gerarchie o competizione per il diritto ad accoppiarsi. Dopo l'accoppiamento, il maschio di solito trascorre solo pochi mesi con la femmina e può generare diversi figli con altre femmine dello stesso pod. Quando le aggregazioni si sciolgono i maschi ritornano nei propri gruppi e la loro presenza sembra essere essenziasle per la sopravvivenza degli altri membri. Non è stata trovata alcuna prova dell'esistenza di gruppi di «scapoli».

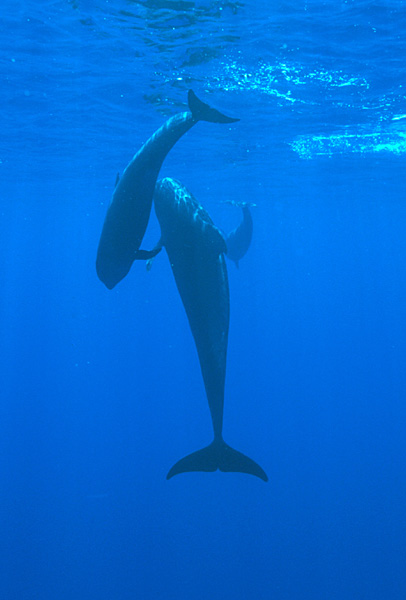
Una madre e il suo piccolo nei pressi di Kona (Hawaii).

Tra i globicefali al largo della California meridionale sono stati osservati tre tipi distinti di pod: gruppi che si spostano o cacciano, gruppi che si alimentano e gruppi che oziano. Nei gruppi che si spostano o cacciano, gli individui si dispongono lungo un fronte esteso anche per tre chilometri, con solo pochi esemplari posizionati sotto di loro. A quanto pare nei gruppi di questo tipo si riscontra una segregazione sessuale e per classe di età. Nei gruppi che si alimentano gli individui sono poco coesi, ma possono spostarsi nella stessa direzione. I gruppi che oziano sono formati da 12-30 esemplari che riposano, ma alcuni membri possono anche accoppiarsi o mettere in atto altri comportamenti.

### Riproduzione e ciclo vitale
Il periodo di intervallo tra un parto e l'altro nelle femmine di globicefalo è uno dei più lunghi tra tutti i cetacei, in quanto queste partoriscono una volta ogni tre-cinque anni. Nel globicefalo comune la maggior parte degli accoppiamenti e dei parti avviene durante l'estate. Nei globicefali di Gray dell'emisfero australe le nascite raggiungono il picco in primavera e in autunno, mentre in quelli dell'emisfero boreale i picchi delle nascite possono variare a seconda della popolazione. Nei globicefali comuni la gestazione dura 12-16 mesi, in quelli di Gray 15 mesi.
Il piccolo viene allattato per 36-42 mesi, durante i quali crea un forte legame con la madre. I giovani continuano ad assumere sporadicamente latte materno fino all'età di 13-15 anni. Le femmine di globicefalo di Gray entrano in menopausa, ma questo non è così frequente nelle femmine di globicefalo comune. Le femmine non più in età riproduttiva probabilmente svolgono un ruolo importante nella crescita dei giovani e continuano ad allattarli e a prendersi cura di loro. Poiché non possono più avere figli propri, queste femmine investono le loro energie nei piccoli del gruppo, permettendo loro di alimentarsi anche se non sono figli loro. I globicefali di Gray crescono più lentamente di quelli comuni. Nei globicefali di Gray, le femmine diventano sessualmente mature a 9 anni e i maschi a circa 13-16 anni. Nei globicefali comuni, le femmine raggiungono la maturità sessuale intorno agli 8 anni e i maschi intorno ai 12 anni.

### Vocalizzazioni
I globicefali emettono click di ecolocalizzazione quando sono in cerca di cibo e fischi e impulsi sonori scoppiettanti usati come segnali sociali (ad esempio per mantenere in contatto i vari membri di un pod). I comportamenti attivi sono accompagnati da vocalizzazioni più complesse, quelli meno attivi da vocalizzazioni semplici. Tra i richiami delle due specie sono state riscontrate alcune differenze. Rispetto ai globicefali di Gray, i globicefali comuni producono richiami con frequenze relativamente basse e un intervallo di frequenza ristretto. Durante uno studio sui globicefali comuni dell'Atlantico settentrionale si è scoperto che determinati comportamenti sono accompagnati da vocalizzazioni distinte: durante i periodi di riposo o di digestione vengono emessi dei fischi semplici, mentre i comportamenti di superficie sono accompagnati da fischi più complessi e richiami pulsanti. Il numero dei fischi emessi aumenta in base al numero dei sottogruppi e alla distanza tra i vari esemplari.

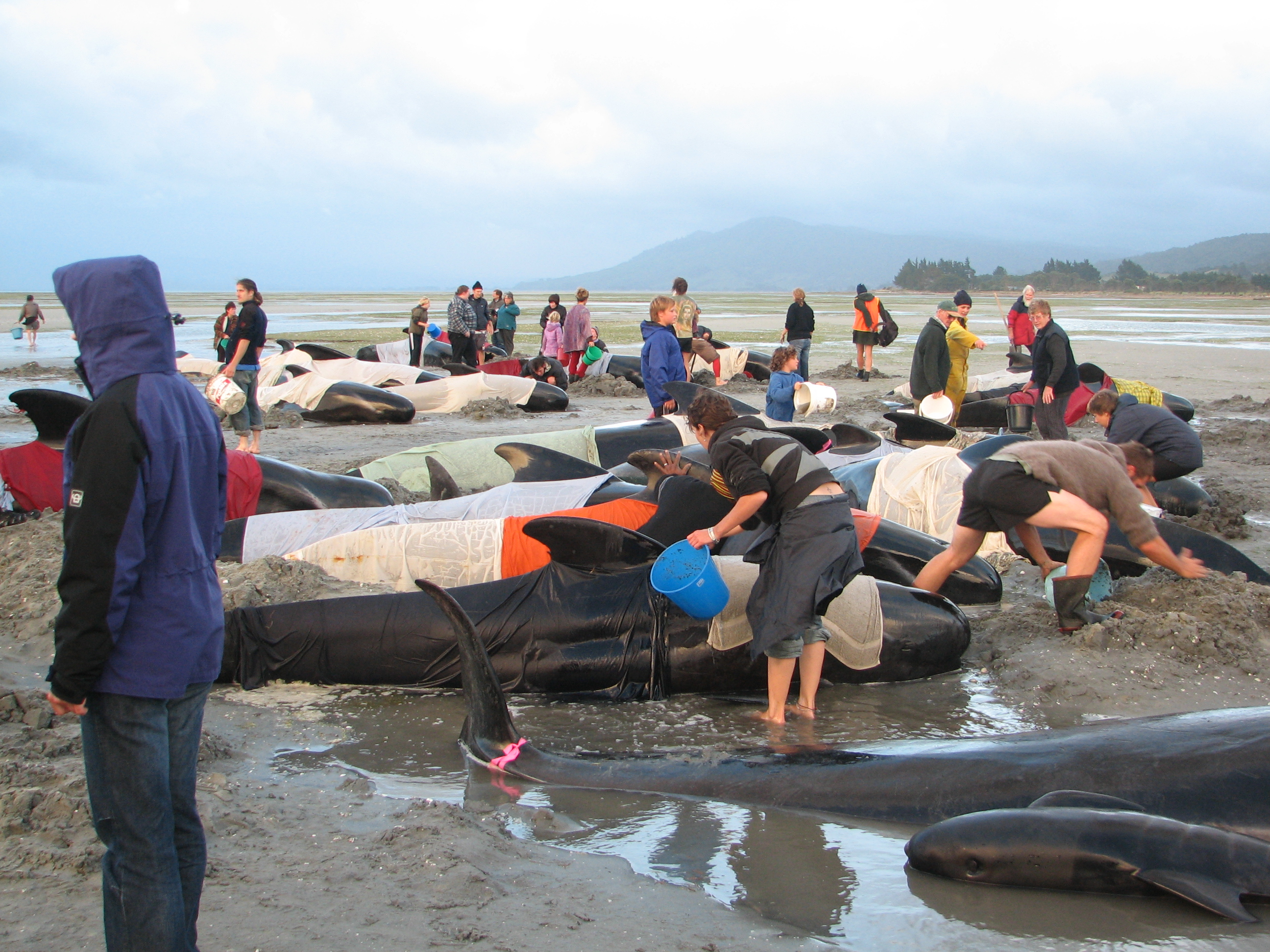
I volontari cercano di evitare che la temperatura di questi globicefali spiaggiati aumenti a Farewell Spit, in Nuova Zelanda.

Uno studio sui globicefali di Gray al largo della costa sud-occidentale di Tenerife, nelle Canarie, ha rivelato che i membri del pod si mantenevano in contatto attraverso repertori di richiami unici del loro gruppo. Uno studio successivo ha scoperto che, quando vanno in cerca di cibo a circa 800 metri di profondità, i globicefali di Gray emettono richiami tonali. Il numero e la durata dei richiami sembrano diminuire con la profondità, pur essendo più distanti dai conspecifici rimasti in superficie. Pertanto, la potenza dei richiami è influenzata dalla pressione dell'acqua circostante, ma quest'ultima non sembra influire sui livelli di frequenza.
Quando si trovano sotto stress, i globicefali producono «grida stridule» o «lamentose», che sono variazioni dei loro soliti fischi. Per eludere i predatori, gli studiosi hanno visto che i globicefali comuni al largo della costa meridionale dell'Australia imitano i richiami delle orche quando sono in cerca di cibo. Si ritiene che questo comportamento dissuada i gruppi di orche dall'avvicinarsi a loro.

### Interazioni antagoniste con altre specie
Occasionalmente sono stati visti globicefali che aggredivano o inseguivano altre specie di cetacei. In diverse parti del mondo, ad esempio le acque al largo dell'Islanda, sono stati spesso documentati casi di globicefali comuni che inseguono le orche. Le motivazioni di questi inseguimenti sono sconosciute, ma è stato ipotizzato che siano correlate alla competizione per le prede o che siano una stretegia antipredatoria. Nel 2021, al largo dell'Islanda occidentale, è stata osservata una femmina adulta di orca con un globicefalo appena nato che gli nuotava a fianco: questo ha spinto gli studiosi a chiedersi se la relazione tra queste specie sia molto più complessa di questo creduto in precedenza. Non è noto se il neonato fosse stato adottato o rapito, ma la stessa femmina di orca è stata vista un anno dopo interagire con un gruppo più numeroso di globicefali.

### Spiaggiamenti
Tra i cetacei, i globicefali sono quelli che tendono maggiormente a spiaggiarsi. A causa dei loro forti legami sociali, si arenano interi gruppi di questi animali. Sono stati segnalati anche spiaggiamenti singoli, che generalmente coinvolgono esemplari malati, mentre gli spiaggiamenti di gruppo coinvolgono principalmente individui in salute. Sono state proposte diverse ipotesi per spiegare gli spiaggiamenti di gruppo. Quando utilizzano i campi magnetici per orientarsi, si ritiene che rimangano disorientati di fronte ad anomalie geomagnetiche o che possano seguire un membro malato del loro gruppo rimasto arenato. Il pod potrebbe anche seguire un membro particolarmente importante del gruppo che si è spiaggiato e che una risposta sociale secondaria spinge a continuare a tornare nello stesso luogo. Dei ricercatori neozelandesi sfruttarono con successo risposte sociali secondarie per impedire a un pod di globicefali comuni di ritornare sulla spiaggia. Inoltre, alcuni giovani membri del gruppo furono portati al largo, verso le boe, e i loro richiami di soccorso attirarono di nuovo in mare gli esemplari più anziani.
Nel settembre 2022, quasi 200 globicefali sono morti dopo essersi arenati a Ocean Beach, sulla costa occidentale della Tasmania. Le autorità hanno riferito che dei 230 rimasti spiaggiati solo 35 esemplari circa sono sopravvissuti.

## Rapporti con l'uomo
La IUCN classifica entrambe le specie di globicefalo tra le «specie a rischio minimo» nella Lista rossa delle specie minacciate. I globicefali comuni del Mare del Nord e del Mar Baltico figurano nell'Appendice II della Convenzione sulle specie migratorie (CMS), dove sarebbe necessario includere anche quelli che vivono nell'Atlantico nord-occidentale e nord-orientale. Il globicefalo di Gray figura nell'Appendice II della CITES.

### Caccia

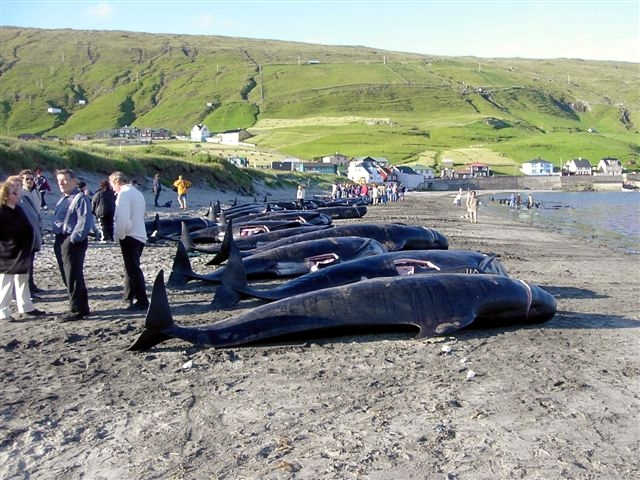
Globicefali uccisi a Hvalba (isole Fær Øer).

I globicefali comuni vengono catturati tradizionalmente con una tecnica di caccia che coinvolge molti cacciatori e imbarcazioni; questi, riuniti a semicerchio dietro un gruppo che nuota vicino alla riva, lo spingono lentamente verso una baia, dove i cetacei si arenano e vengono massacrati. Questa attività è stata praticata comunemente sia nel XIX che nel XX secolo. I globicefali venivano cacciati per ricavarne ossa, carne, olio e fertilizzante. Nelle isole Fær Øer, la caccia ai globicefali risale almeno al XVI secolo ed è proseguita fino a tempi recenti, quando, durante gli anni '70 e '80, venivano uccisi migliaia di capi ogni anno. I globicefali sono stati cacciati anche in altre parti dell'Atlantico settentrionale, come la Norvegia, la Groenlandia occidentale, l'Irlanda e Capo Cod, ma in misura minore. Una stazione baleniera a Capo Cod catturava 2000-3000 globicefali all'anno tra la fine del XIX e l'inizio del XX secolo. A Terranova la caccia ai globicefali raggiunse l'apice nel 1956, ma poco dopo il numero di catture iniziò a decrescere e oggi non viene più praticata. Nell'emisfero australe, lo sfruttamento dei globicefali di Gray è stato sporadico e limitato. Attualmente, i globicefali comuni vengono cacciati solo nelle Fær Øer e in Groenlandia.
Secondo la IUCN, il prelievo di globicefali a scopo alimentare nelle Fær Øer e in Groenlandia non ha comportato alcuna diminuzione degna di nota della popolazione.
Anche il globicefalo di Gray è stato cacciato per molti secoli, in particolare dai balenieri giapponesi. Tra il 1948 e il 1980, centinaia di esemplari vennero catturati a Hokkaidō e nel Sanriku nel nord del Paese e a Taiji, Izu e Okinawa nel sud. Queste stazioni baleniere raggiunsero il massimo splendore tra la fine degli anni '40 e l'inizio degli anni '50. Tra la metà e la fine degli anni '80 vennero catturati 2326 esemplari, ma negli anni '90 tale numero era sceso a circa 400 unità all'anno.
I globicefali cadono vittima anche delle catture accessorie. In un anno, circa 30 globicefali di Gray furono catturati dai pescatori di calamari nel sud della California. Allo stesso modo, a metà degli anni '90, le reti da posta derivanti nelle acque della California catturavano circa 20 globicefali all'anno. Nel 1988, al largo della costa orientale degli Stati Uniti furono catturati da pescatori di sgombro esteri 141 globicefali, un numero così elevato che le autorità furono costrette a vietare tale attività.

### Inquinamento
Come altri mammiferi marini, i globicefali sono sensibili a determinati inquinanti. Al largo delle Fær Øer, della Francia, del Regno Unito e degli Stati Uniti orientali, si è scoperto che questi animali erano stati contaminati da elevate quantità di DDT e PCB. Inquinanti come il DDT e il mercurio possono essere trasmessi dalle madri alla prole durante la gestazione e l'allattamento. Anche gli esemplari delle Fær Øer sono stati contaminati da cadmio e mercurio. Tuttavia, si è scoperto che i globicefali di Terranova e della Tasmania presentavano livelli molto bassi di DDT. I globicefali di Gray della costa occidentale degli Stati Uniti presentavano inoltre elevate quantità di DDT e PCB, se paragonati a quelli provenienti dal Giappone e dalle Antille.

### Cucina

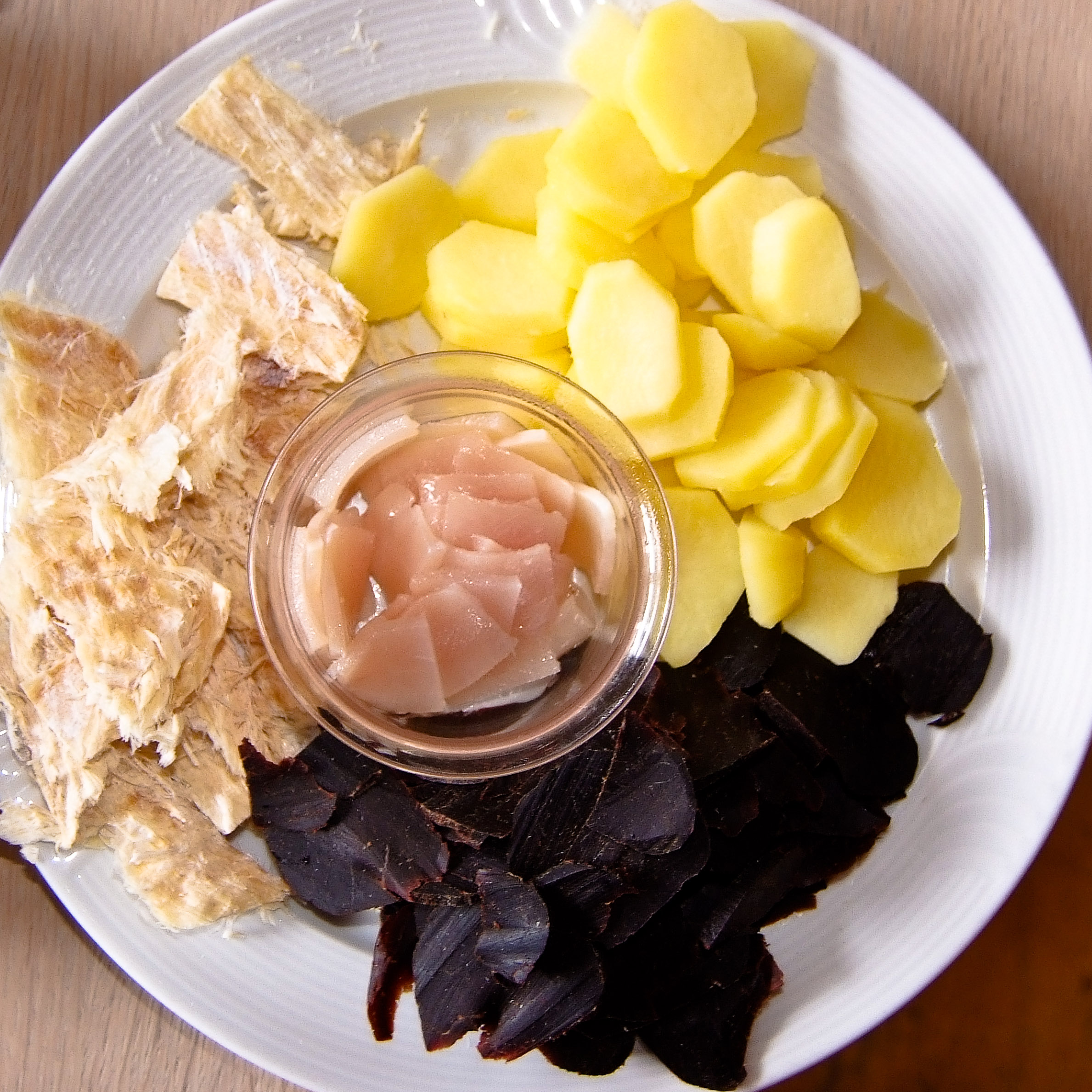
Carne (di colore nero) e grasso (al centro) di globicefalo, pesce secco (a sinistra) e patate, un piatto tipico delle Fær Øer.

La carne di globicefalo viene consumata in pochissime aree del Giappone, soprattutto lungo la costa centrale affacciata sul Pacifico, e anche in altre parti del mondo, come le Fær Øer. Essa è ricca di proteine (più del manzo) e povera di grassi. Poiché nei cetacei il grasso è contenuto in uno strato sotto la pelle e i muscoli sono ricchi di mioglobina, la carne assume una tonalità rosso scuro. In Giappone, dove la carne di globicefalo si può trovare in alcuni ristoranti e izakaya, essa viene generalmente servita cruda, sotto forma di sashimi, ma spesso le bistecche di globicefalo vengono marinate, tagliate a pezzetti e grigliate. Quando è cotta alla griglia, la carne è leggermente friabile e piuttosto saporita, dal sapore un po' selvatico, anche se simile a un taglio di manzo di qualità, con sfumature distinte ma sottili che ricordano la sua origine marina.
Sia in Giappone che nelle Fær Øer, la carne è contaminata da mercurio e cadmio, il che costituisce un rischio per la salute di coloro che la mangiano frequentemente, in particolar modo per bambini e donne incinte. Nel novembre 2008, un articolo su New Scientist riportò che una ricerca condotta alle Fær Øer aveva spinto due ufficiali medici a sconsigliare il consumo di carne di globicefalo, considerandola troppo tossica. Nel 2008, le autorità locali raccomandarono di non consumare più la carne di globicefalo a causa della contaminazione. Ciò ha comportato, secondo un alto funzionario sanitario delle Fær Øer, una riduzione del suo consumo.

### In cattività
I globicefali, soprattutto quelli di Gray, sono stati tenuti in cattività in vari parchi marini, probabilmente a partire dalla fine degli anni '40. A partire dal 1973, alcuni globicefali comuni delle acque del New England furono catturati e tenuti temporaneamente in cattività. I globicefali di Gray delle acque della California meridionale, delle Hawaii e del Giappone sono stati tenuti anche in acquari e oceanari. Diversi esemplari provenienti dalla California meridionale e dalle Hawaii furono tenuti in cattività durante gli anni '60 e l'inizio degli anni '70, due dei quali al SeaWorld di San Diego. Durante gli anni '70 e l'inizio degli anni '80, sei esemplari furono catturati vivi durante una battuta di caccia e portati in apposite strutture per essere esposti al pubblico.
Generalmente i globicefali sopravvivono poco in cattività, con una media di appena 0,51 anni registrata tra la metà degli anni '60 e l'inizio degli anni '70. Vi sono state tuttavia delle eccezioni alla regola. Bubbles, una femmina di globicefalo di Gray, ospitata al Marineland del Pacifico e in seguito al Sea World California, aveva circa cinquant'anni quando morì, il 12 giugno 2016. Nel 1968 un globicefalo, cui venne dato il nome Morgan, venne catturato e addestrato dalle Deep Ops della Marina americana a recuperare oggetti situati sul fondale. Si immerse fino alla profondità record di 496 metri e rimase in addestramento fino al 1971.

### Film
Ai globicefali sono stati dedicati due documentari:
- il lungometraggio Cheetahs of the deep (49’, 2014, diretto da Rafa Herrero Massieu)[64] racconta le abitudini, le caratteristiche delle interazioni sociali e gli aspetti delle tecniche di caccia, dei giochi e dell'allevamento dei piccoli di un gruppo stanziale di globicefali di Gray che vive tra le isole di Tenerife e La Gomera dell'arcipelago delle Canarie. Un aspetto curioso del documentario è il fatto che «è stato interamente girato con immersioni in apnea»;
- il cortometraggio My Pilot, Whale (28’, 2014, diretto da Alexander e Nicole Gratovsky)[65] mostra la possibilità di interazioni tra esseri umani e globicefali allo stato selvatico, offrendo allo spettatore una serie di domande filosofiche relative ai cetacei: sul loro atteggiamento nei confronti del mondo, su cosa abbiano in comune con noi, su cosa possiamo imparare da loro e via dicendo. Il film ha ricevuto numerosi premi durante festival cinematografici internazionali.[66][67]